# 硝酸锡
硝酸锡是一种无机化合物，在水中易水解，化学式为Sn(NO3)4。

## 制备
硝酸锡可以由四氯化锡和五氧化二氮、硝酸氯（ClNO3）或硝酸溴（BrNO3）反应得到。